# Malloewia excipiens
Malloewia excipiens är en tvåvingeart som först beskrevs av Becker 1912.  Malloewia excipiens ingår i släktet Malloewia och familjen fritflugor.
Artens utbredningsområde är Montana. Inga underarter finns listade i Catalogue of Life.